# Peter Welch
Pour les articles homonymes, voir Welch.
Peter Welch, né le 2 mai 1947 à Springfield (Massachusetts), est un homme politique américain, membre du Parti démocrate et sénateur du Vermont au Sénat des États-Unis depuis 2023.
Il siège auparavant à la Chambre des représentants de 2007 à 2023 et au Sénat du Vermont pour le comté de Windsor à deux reprises, de 1981 à 1989 et de 2001 à 2007.

## Biographie
En 2021, le sénateur Patrick Leahy, en poste depuis 1974, annonce qu'il ne se représente pas pour un nouveau mandat. Welch se porte alors candidat à sa succession lors des élections sénatoriales de 2022. Il est nommé par le parti démocrate lors des primaire du 9 août 2022.